# Mario Maino
Mario Maino (Novoledo di Villaverla, Província de Vicenza, 8 d'octubre de 1940) va ser un ciclista italià que fou professional entre 1963 i 1967. Com amateur guanyà dues medalles, una d'elles d'or, al Campionat del Món en contrarellotge per equips.

## Palmarès
- 1962
  -  Campió del món en contrarellotge per equips (amb Antonio Tagliani, Dino Zandegu i Danilo Grassi)
  - 1r al Trofeu Piva

### Resultats al Giro d'Itàlia
- 1964. 49è de la classificació general
- 1966. 28è de la classificació general. Vencedor d'una etapa